# Rizaeddin bin Fakhreddin

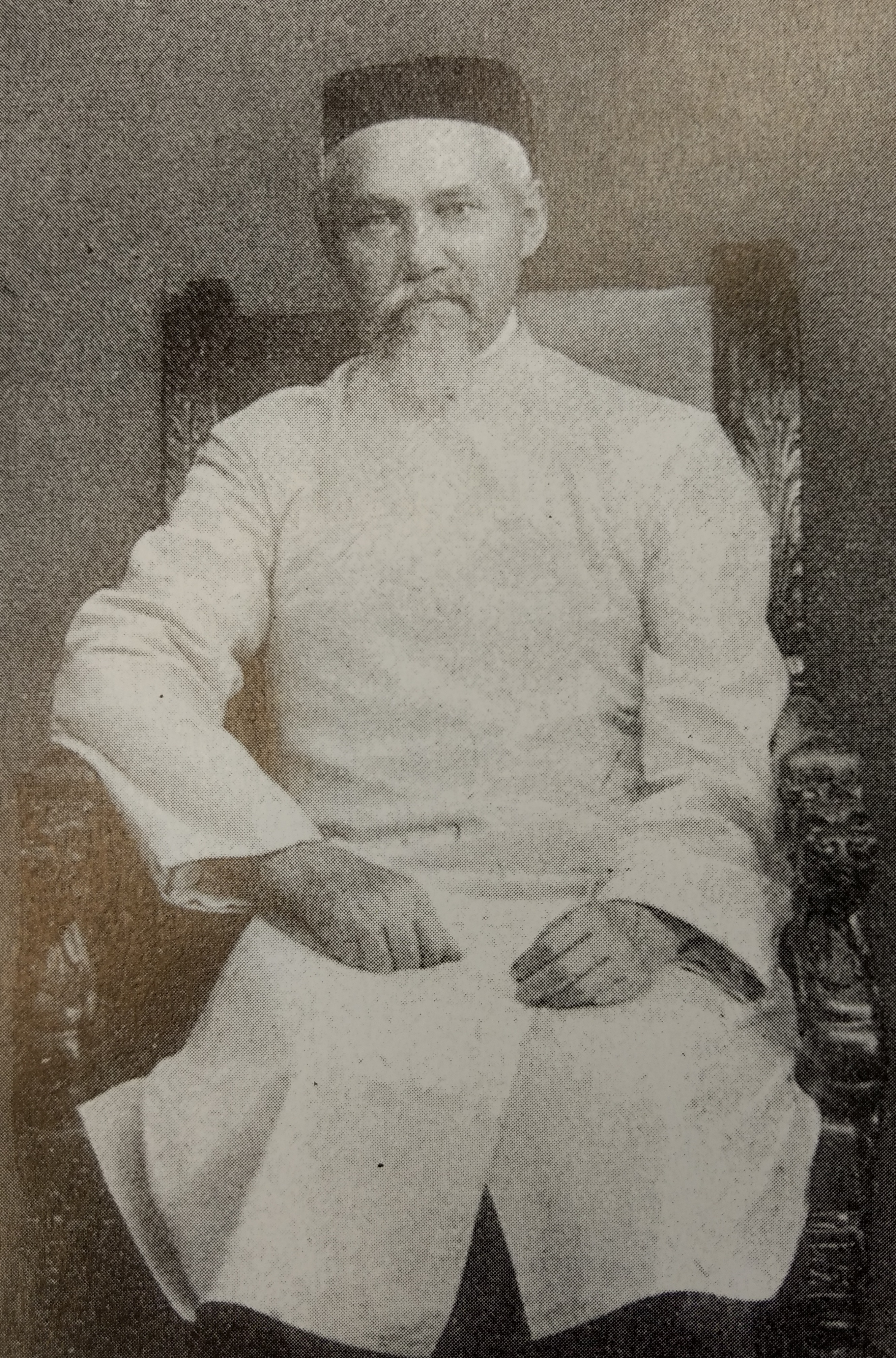
Retrato de Bin Fakhreddin

Rizaeddin bin Fakhreddin (Kichuchat, Samara; 12 de janeiro de 1858 - 1936) foi um basquir e tártaro estudioso e publicista que viveu no Império Russo e na União Soviética. Seus numerosos trabalhos sobre assuntos religiosos, políticos e pedagógicos faziam parte do movimento jadidista, e o jornal Shura, que ele criou e publicou, era uma maneira importante de discussão política para os muçulmanos no final do Império.

## Vida
Rizaeddin bin Fakhreddin nasceu como filho de um mulá na aldeia de Kichuchat, no governo Samara. Ele estudou no Maktab em sua aldeia, liderada por seu pai, e depois no Madrasa, na aldeia próxima de Chelsheli. Aos 30 anos, tornou-se mulá e líder dos Madrasa na vila de Ilbek. Em 1891, ele foi eleito Qadi, o que significa que se tornou membro da Administração Religiosa Russa para Muçulmanos (Sobranie); ele então se mudou para sua sede em Ufá, onde administrou o extenso arquivo da agência.

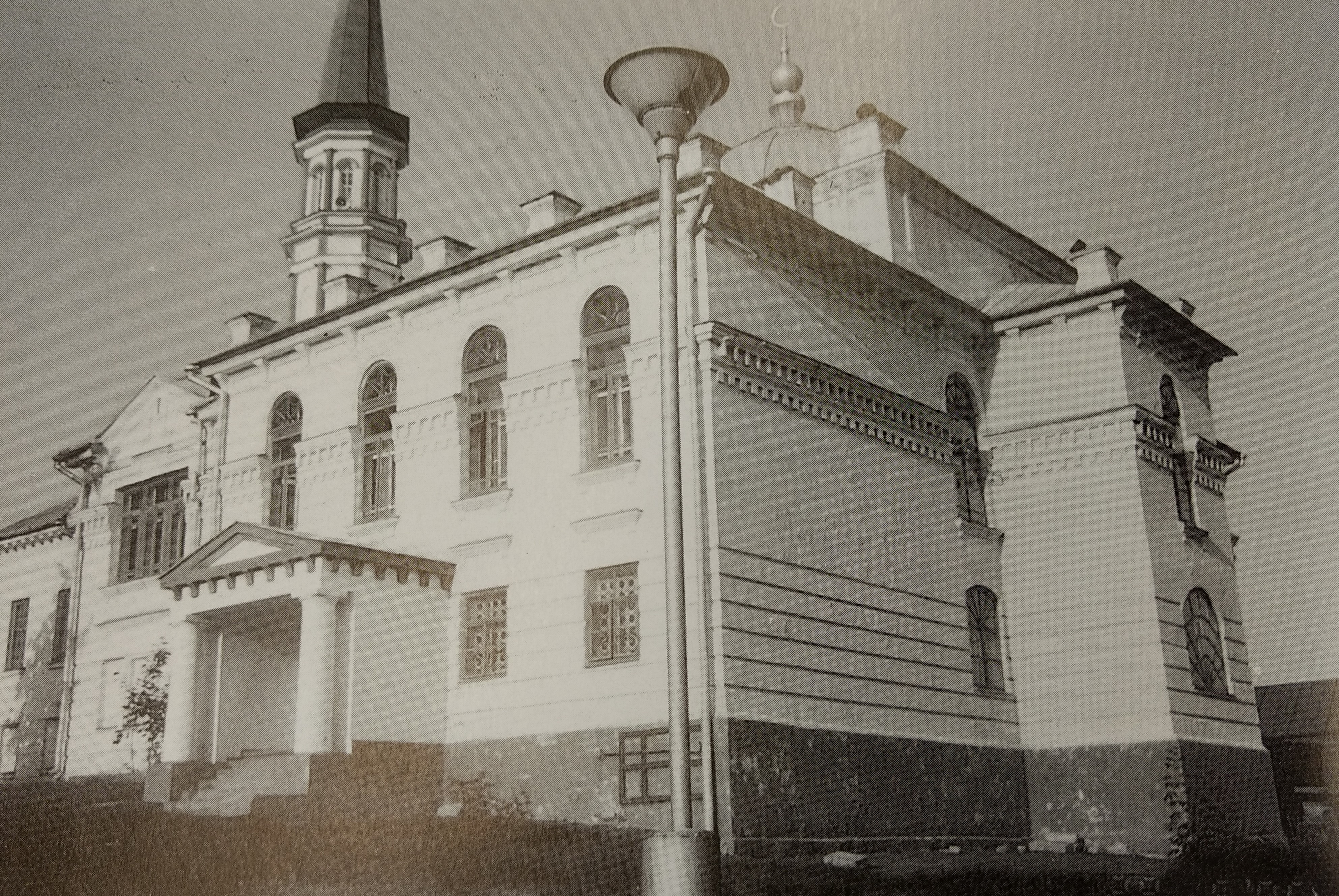
O edifício da Administração Religiosa Muçulmana em Ufá

Durante a Revolução Russa de 1905, ele submeteu um extenso programa de reformas aos Muftis do Sobranie. Este programa, entre outras coisas, incluiu a extensão da responsabilidade da agência sobre os muçulmanos cazaques. O governo russo recusou o programa devido ao ganho esperado de poder que essa centralização traria para os muçulmanos.
Em 1906, Fakhreddin se aposentou de seu cargo religioso e tornou-se editor do Orenburg Newspaper Vaqt. Durante esse período, ele também se tornou amigo íntimo de Musa Bigiev. Dois anos depois, ele começou a publicar seu jornal Shura, que se tornou o mais duradouro dos jornais tártaros no Império Russo. Após a Revolução de 1917, em 1921, ele novamente assumiu um cargo religioso e foi Mufti das regiões européias da Rússia até sua morte em 1936. Evitou cooperar com os soviéticos o máximo possível.

## Trabalho
Fakhreddin era um autor extremamente produtivo, que escreveu mais de sessenta livros durante sua vida. Seu trabalho mais importante é uma edição em dois volumes de biografias de estudiosos da Ásia Central (Asar e Meshhur Irler), que ele escreveu enquanto estava no arquivo da administração religiosa muçulmana. Em alguns dos indivíduos retratados (que incluem Ibn Rushd (Averroes), Ibn Arabi, Al-Ghazali e Ibn Taymiyyah), seu trabalho continua sendo a melhor fonte. Ele também publicou textos jornalísticos, livros e ensaios sobre a situação geral dos muçulmanos na Rússia, obras pedagógicas ou debates sociais (por exemplo, na educação das mulheres e nas políticas da família). Seu ensaio Rusya Muslimanlarining ihtiyachlari ve anlar haqinda intiqad, publicado em 1906, é uma crítica contra as demandas de reforma dos Ulemá contra os governantes russos, que Fakhreddin considerou muito vago.